# Formule de Scherrer
Pour les articles homonymes, voir Scherrer.
La formule de Scherrer, ou relation de Laue-Scherrer, est une formule utilisée en diffraction des rayons X (DRX) sur des poudres ou échantillons polycristallins. Elle relie la largeur des pics de diffraction — ou des anneaux de Debye-Scherrer — à la taille des cristallites.
Si t est la taille du cristallite (son diamètre si on l'estime sphérique), ε est la largeur intégrale d'un pic, λ est la longueur d'onde de l'onde incidente et θ est la moitié de la déviation de l'onde (la moitié de la position du pic sur le diffractogramme), alors la formule de Scherrer s'écrit :
{\displaystyle t={\frac {\lambda }{\varepsilon \cdot \cos \theta }}}
En pratique, on utilise souvent la largeur à mi-hauteur H du pic ; il faut donc corriger la largeur par un facteur k. Par ailleurs, même avec un cristallite « infini », on aurait une largeur s due aux défauts de l'optique instrumentale. On utilise donc la formule
{\displaystyle t={\frac {k\cdot \lambda }{{\sqrt {H^{2}-s^{2}}}\cdot \cos \theta }}}
k prend en général la valeur 0,89. On utilise fréquemment la formule approchée
{\displaystyle t={\frac {k\cdot \lambda }{(H-s)\cdot \cos \theta }}}
L'élargissement commence à être visible pour des cristallites faisant moins de 1 µm.

## Principe
En condition de diffraction, les rayons X diffusés par chaque nœud du réseau sont en phase et produisent une interférence constructive. Si l'on s'écarte légèrement des conditions de diffraction, l'onde diffusée par un nœud sera en opposition de phase avec l'onde diffusée par un autre nœud ; les nœuds dont les ondes s'annulent seront d'autant plus éloignés que le déphasage entre chaque nœud est faible, donc que l'on est proche des conditions de diffraction.
Le cristallite étant de taille finie, si l'on est très proche des conditions de diffraction, alors la distance entre les nœuds dont les ondes s'annulent est supérieure à la taille du cristallite. On a donc de l'intensité là où il ne devrait y avoir que la ligne de fond.
Ce phénomène explique la largeur du pic induite par l'échantillon.
Voir aussi l'article Réseau de diffraction optique > Largeur des raies et taille du réseau

## Limites de la méthode
Dans un échantillon polycristallin réel, les cristallites n'ont pas tous la même taille. Nous retrouvons une distribution de tailles.
Dans le cas d'une distribution unimodale, il faut au moins deux paramètres pour décrire cette distribution : la moyenne et la largeur. Or, la formule de Scherrer ne donne qu'une seule valeur. Cette valeur correspond à la dimension moyenne des cristaux rapportée à leur volume dans la direction définie par la normale aux plans diffractants. Ainsi dans une configuration Bragg-Brentano θ/2θ, la taille des cristallites déterminée par la formule de Scherrer correspond à la taille dans la direction suivant la normale à l'échantillon. Dans le cas d'échantillons à croissance contrôlée (croissance en 2D, colonnaires, ...), et toujours dans le cas d'une configuration Bragg-Brentano θ/2θ, la taille des cristallites déterminée par la formule de Scherrer pourra être très différente de la taille de ces mêmes cristallites dans les autres directions de l'espace.
Enfin, la notion de taille de cristallite est distincte de celle de la granulométrie : un grain de poudre peut être composé de plusieurs cristallites.